# Odnowiony Kościół Prezbiteriański w Brazylii
Odnowiony Kościół Prezbiteriański w Brazylii (pt. Igreja Presbiteriana Renovada do Brasil, IPRB) – zielonoświątkowo–prezbiteriańska denominacja chrześcijańska w Brazylii. Drugi co do wielkości prezbiteriański związek wyznaniowy w Brazylii, po – Kościele Prezbiteriańskim w Brazylii (IPB). Według danych z 2016 roku liczył 154 tys. członków w 1140 zborach. 
IPRB to związek wyznaniowy powstały w 1975 roku przez połączenie dwóch poprzednich kościołów – Prezbiteriańskiego Kościoła Chrześcijańskiego (ICP) i Odnowionego Niezależnego Kościoła Prezbiteriańskiego (IPIR). Obie denominacje były pod silnym wpływem ruchu zielonoświątkowego, który zadomowił się w Brazylii w drugiej połowie XX wieku.
Kościół praktykuje chrzest osób świadomych przez zanurzenie i nie przestrzega Westminsterskiego Wyznania Wiary. Jest pod silnym wpływem klasycznej doktryny armińskiej i tym samym potwierdza wolną wolę człowieka. Chrzest Duchem Świętym jest drugim po nawróceniu błogosławieństwem, które umożliwia wierzącym wypełnianie misji Kościoła, zgodnie ze stanowiskiem zielonoświątkowym. 
W 1999 roku wyodrębnił się z niego prężnie rozwijający się Kościół zielonoświątkowy – Igreja Bola de Neve (Kościół Kuli Śnieżnej).